# Nop Maas
Norbert Maria Hubert (Nop) Maas (Hoensbroek, 1 december 1949) is een Nederlands literatuur-historicus.

## Biografie
Maas studeerde aan de Katholieke Universiteit Nijmegen en trad daar na zijn doctoraalexamen (1975) in dienst als wetenschappelijk medewerker bij de faculteit Nederlands. Na zijn vertrek bij de universiteit (1989) wijdde hij zich geheel aan het schrijven van boeken, aanvankelijk vooral over negentiende-eeuwse auteurs. Ook was hij betrokken bij de tijdschriften Maatstaf, Spiegel Historiael, Over Multatuli, De Parelduiker en Tirade en bij uitgeverijen, zoals de Vaderland-reeks van de kleine uitgeverij Vriendenlust (1983-1989).
Maas promoveerde in 1988 aan de Vrije Universiteit op de negentiende-eeuwse schrijver Marcellus Emants met zijn proefschrift Marcellus Emants' opvattingen over kunst en leven in de periode 1869-1877. Vanaf de jaren negentig wijdde hij zich steeds meer aan modernere auteurs. Zo bezorgde hij diverse briefwisselingen van Gerard Reve, te beginnen met Brieven aan Wim B. (1983) en bezorgde hij de eerste vijf delen van Reves verzameld werk. Tevens schreef hij over diens broer Karel van het Reve (wiens verzameld werk hij mede bezorgde) en over Gerards voormalige echtgenote, de dichteres Hanny Michaelis. Hij bezorgde de briefwisselingen tussen Geert van Oorschot en Willem Frederik Hermans, tussen M. Vasalis en Van Oorschot en tussen Hermans en Reve. Zelf als bestuurslid betrokken bij het Nederlands Letterkundig Museum beschreef hij de historie en de beleidskeuzen daarvan in Werken voor de eeuwigheid (2004).
Voorts hield hij zich bezig met de geschiedenis van het stripverhaal (De archeologie van het Nederlandse stripverhaal, 1997) en met seksualiteit in vroeger tijd (Seks!... in de negentiende eeuw, 2006).
In oktober 2009 verscheen bij uitgeverij G.A. van Oorschot deel I (De vroege jaren 1923-1962) van zijn driedelige biografie van Gerard Reve onder de titel Gerard Reve. De kroniek van een schuldig leven. Daarin wordt onder meer de eerste verhouding van Reve aan het licht gebracht, met de zangeres Tine Fraterman. Deel II (De 'rampjaren' 1962-1975) volgde in maart 2010. Deel III (De late jaren 1975-2006) zou verschijnen in het najaar van 2010, maar de uitgave werd door bezwaren van Reves voormalige levenspartner Joop Schafthuizen voor onbepaalde tijd vertraagd. Maas heeft zich welbewust beperkt tot het refereren aan geschreven teksten en er vrijwel van afgezien getuigenissen uit andere bronnen te gebruiken. Na een rechterlijke uitspraak op 26 juni 2012 kon het boek toch verschijnen.